# 소가베 카즈유키
소가베 카즈유키(일본어: 曽我部和恭, 1948년 4월 16일 ~ 2006년 9월 17일)는 일본의 남자 성우다.

## 출연작
- 원기폭발 간바루가 - 야미노리우스 3세
- 유유백서 - 아름다운 마투가 스즈키
- 원피스 - 실버즈 레일리(어린 시절)
- 드래곤볼 GT - 닥터 뮤